# Feeneyismo
O feeneyismo, também conhecido como heresia de Boston, é uma doutrina cristã associada ao padre jesuíta Leonard Feeney. O feeneyismo defende uma interpretação do dogma extra Ecclesiam nulla salus (“fora da Igreja não há salvação”), segundo a qual somente os católicos podem ir para o céu e apenas aqueles batizados com água podem ter acesso a ele. Como o feeneyismo nega que os não católicos possam ir para o céu e se opõe às doutrinas do batismo de desejo e do batismo de sangue, o feeneyismo é considerado uma heresia pela Igreja Católica.
Em 1949, a Suprema e Sacra Congregação do Santo Ofício produziu um documento para corrigir os erros de interpretação de Feeney. O documento afirmava: “este dogma (extra Ecclesiam nulla salus) deve ser entendido no sentido em que a própria Igreja o entende”. Após se recusar a retratar-se de suas alegações, Leonard Feeney foi excomungado da Igreja Católica em 1953 pelo Papa Pio XII, embora tenha se reconciliado com a Igreja em 1972, sem qualquer retratação da sua parte.